# Pop Goes the World (album Men Without Hats)
Pop Goes the World è il terzo album in studio del gruppo musicale canadese Men Without Hats, pubblicato il 29 giugno 1987.

## Tracce
1. Intro – 1:49
2. Pop Goes the World – 3:43
3. On Tuesday – 4:08
4. Bright Side of the Sun – 0:42
5. O Sole Mio – 3:57
6. Lose My Way – 3:10
7. The Real World – 4:24
8. Moonbeam – 3:37
9. In the Name of Angels – 3:49
10. La Valse d'Eugénie – 1:28
11. Jenny Wore Black – 2:57
12. Intro/Walk on Water – 5:43
13. The End (Of the World) – 3:23